# Ragnarok Online
Ragnarok Online (RO) – gra MMORPG stworzona w 2001 r. przez koreańską firmę Gravity Corp., której dziełem jest także m.in. inna gra MMORPG – ROSE Online. Akcja Ragnaroka (w mitologii nordyckiej „Zmierzch bogów”) toczy się w świecie nawiedzonym przez tytułowy kataklizm, który wysokorozwinięte społeczeństwo cofnął na powrót do epoki zbliżonej do średniowiecza. O dawnej świetności przypominają jedynie strzępy utraconej wiedzy i relikty jak zaginione, podziemne miasto Juperos i zamieszkujące je roboty. Ponadto w grze występują liczne nawiązania do mitologii germańskiej w postaci lokacji (świątynia Odyna, wulkan Thora, sanktuarium Freyi), potworów (Randgris, Skoggul, Skeggiold, Frus są imionami Walkirii), oraz przedmiotów (diadem Frigg). Fabuła gry jest luźno oparta na manhwie autorstwa Lee Myung-Jina o nazwie Ragnarok.
W Ragnaroka można grać na serwerach oficjalnych, takich jak iRO (International Ragnarok Online), euRO (European Ragnarok Online), kRO (Korean Ragnarok Online), cRO (Chinese Ragnarok Online) i wielu innych – praktycznie każdy azjatycki kraj ma swój własny serwer – a także, jak w przypadku wielu gier MMORPG, w Ragnaroka można grać za darmo na nieoficjalnych prywatnych serwerach, jednakże modyfikacja klienta (która jest wymagana do połączenia) jest nielegalna, serwery te mogą się różnić questami, postaciami odgrywanymi przez komputer, (NPC), ratem (szybkością zdobywania doświadzczenia) itd.
 Najpopularniejszym emulatorem Ragnarok Online jest eAthena powstała na bazie jAthena. Wszystkie oficjalne wersje Ragnaroka Onlina działają na programie serwera o nazwie Aegis

## Rozgrywka
Po ściągnięciu gry i założeniu konta na serwerze gracz przystępuje do tworzenia postaci. Rozdziela punkty statystyk między 6 statystyk określających postać: siłę (Str), szybkość (Agi), zręczność (Dex), inteligencję (Int), witalność (Vit) i szczęście (Luk). Po rozdaniu punktów gracz może zmienić fryzurę i kolor włosów i co najważniejsze może wybrać imię swojej postaci. Po stworzeniu postaci gracz zostaje przeniesiony na tzw. Novice Training Grounds, czyli do miejsca, w którym można poznać podstawy rozgrywki oraz zdobyć pierwsze doświadczenie swoją postacią. Po zakończeniu szkolenia można udać się do odpowiedniego miasta i rozpocząć quest na pierwszą profesję.
W grze można wykonywać wiele zadań pobocznych, które pozwalają zdobyć spore ilości doświadczenia i ciekawe przedmioty, jednak głównym sposobem zdobywania doświadczenia jest zabijanie potworów. Po osiągnięciu minimum 40 poziomu Job można
wykonać quest, który pozwoli stać się drugą klasą.
Głównymi atrakcjami w grze są mapy z włączonym trybem PvP (Player vs. Player), na których można się zmierzyć z innymi graczami w walce. Poza tym gdy gracz dołączy do gildii może brać udział w War of Emperium – walką wielu gildii o zamki.
Poza walkami między sobą gracze maja także możliwość walki z wieloma różnorodnymi bossami. Po ostatnich zmianach bossy stały się silniejsze i wiele stanowi teraz spore wyzwanie nawet dla drużyny doświadczonych graczy. Na takich bossach można zdobyć wiele interesujących przedmiotów oraz dużą liczbę punktów doświadczenia.
Do gry zostały dodane instancje. Są to miejsca, w których drużyna ma określony czas na przejście przez nie i pokonanie wszystkich potworów znajdujących się w niej. Jest to element rozgrywki przeznaczony dla bardziej zaawansowanych graczy z dobrym ekwipunkiem, ponieważ w instancjach trzeba pokonać nawet kilku silnych bossów naraz. Jak na razie istnieją trzy instancje:
- Sealed Shrine
- Endless Tower
- Orc Dungeon

## Ragnarok w kulturze masowej
Oprócz samej gry Ragnarok Online istnieje wiele gier i produktów opartych na świecie gry:
- Ragnarok Online 2: The Gate of the World – Gravity zapowiedziało, że wyda 2 część Ragnaroka,
- Ragnarok the Animation – seria 26 odcinków Anime + 3 kinówki
- Ragnarok Mobile – 3 części gry RPG na telefony komórkowe, jest jeszcze „Kafra Quest”,
- Monthly Ragnarok – koreańska gazeta o Ragnaroku,
- Ragnarok Battle Offline – gra akcji dzieła japońskiej firmy French-Bread.
- Ragnarok Trading Card Game
- Manhwa Ragnarok
- Ragnarok Online DS – gra przeznaczona na konsolę Nintendo DS